# 武田勝頼
武田 勝頼（たけだ かつより） / 諏訪 勝頼（すわ かつより）は、戦国時代から安土桃山時代にかけての甲斐国の戦国武将・大名。武田氏第17代当主。甲斐武田氏第20代当主。
本姓では源 勝頼（みなもと の かつより）。通称は四郎。当初は母方の諏訪氏（高遠諏訪氏）を継いだため、諏訪四郎勝頼、あるいは信濃国伊那谷の高遠城主であったため、伊奈四郎勝頼ともいう。または、武田四郎・武田四郎勝頼ともいう。「頼」は諏訪氏の通字で、「勝」は武田信玄の幼名「勝千代」に由来する偏諱であると考えられている。父・信玄は足利義昭に官位と偏諱の授与を願ったが、織田信長の圧力によって果たせなかった。そのため正式な官位はない。信濃への領国拡大を行った武田信玄の庶子として生まれ、母方の諏訪氏を継ぎ高遠城主となる。武田氏の正嫡である長兄武田義信が廃嫡されると継嗣となり、元亀4年（1573年）には信玄の死により家督を相続する。
強硬策をもって領国拡大方針を継承するが、天正3年（1575年）の長篠の戦いにおいて織田・徳川連合軍に敗退したことを契機に領国の動揺を招き、その後の長尾上杉氏との甲越同盟、佐竹氏との甲佐同盟で領国の再建を図り、織田氏との甲江和与も模索し、甲斐本国では躑躅ヶ崎館より新府城への本拠地移転により領国維持を図るが、織田信長の侵攻である甲州征伐を受け、天正10年（1582年）3月11日、嫡男・信勝とともに天目山で自害した。これにより平安時代から続く戦国大名としての甲斐武田氏は滅亡した。
近世から近現代にかけて神格・英雄化された信玄との対比で、武田氏滅亡を招いたとする否定的評価や、悲劇の当主とする肯定的評価など相対する評価がなされており、武田氏研究においても単独のテーマとしては扱われることが少なかったが、近年では新府城の発掘調査を契機とした勝頼の外交政策や内政、人物像など多様な研究が行われている。

## 生涯

### 出生

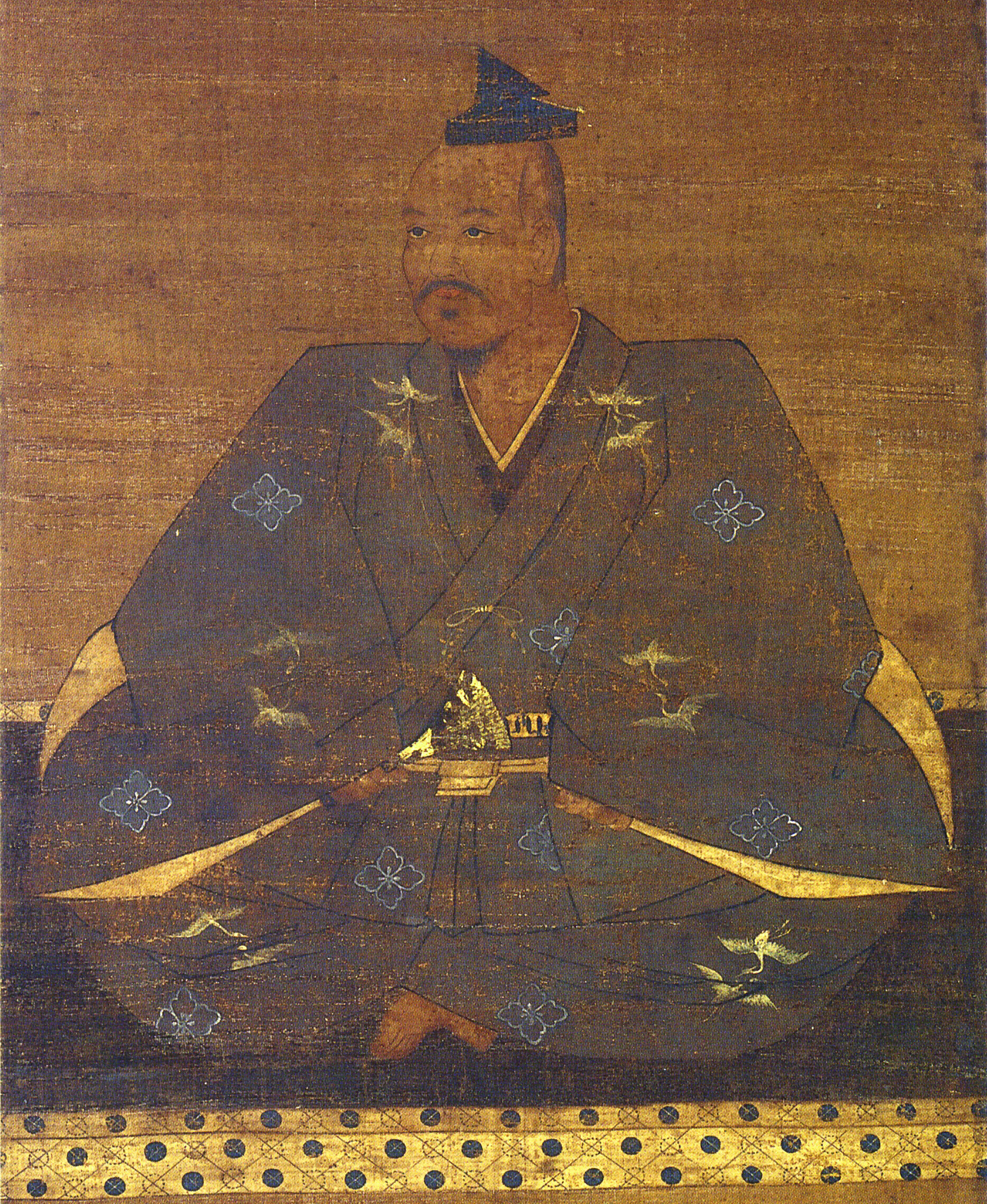
武田晴信像（高野山持明院蔵）

武田晴信（信玄）の四男（庶子）として天文15年（1546年）に誕生。生誕地や生月日は不明。母はかつて武田家と同盟関係にあった信濃国諏訪領主・諏訪頼重の娘・諏訪御料人（実名不詳、乾福院殿）。
武田氏は勝頼の祖父にあたる信虎期に諏訪氏と同盟関係にあったが、父の晴信は天文10年（1541年）6月に信虎を追放する形で家督を相続すると諏訪氏とは手切となり、天文11年（1542年）6月には諏訪侵攻を行い、諏訪頼重・頼高ら諏訪一族は滅亡する。晴信は諏訪残党の高遠頼継らの反乱に対し、頼重の遺児・千代宮丸（寅王丸）を奉じて諏訪遺臣を糾合し、頼継を制圧する。
晴信は、側室として諏訪御料人を武田氏の居城である甲府の躑躅ヶ崎館へ迎え、天文15年に勝頼が誕生する。頼重遺児の千代宮丸は諏訪惣領家を相続することなく廃嫡されており、同年8月28日には千代宮丸を擁立していた諏訪満隆が切腹を命じられており、反乱を企てていたと考えられている。
躑躅ヶ崎館で母とともに育ったと考えられているが、武田氏嫡男の武田義信や次男・海野信親（竜宝）に関する記事の多い『高白斎記』においても勝頼や諏訪御料人に関する記事は見られず、乳母や傅役など幼年期の事情は不明である。なお、『甲陽軍鑑』では勝頼出生に至る経緯が詳細に記されているが、内容は疑問視されている。信玄が諏訪御料人を側室に迎えることには、武田家中でも根強い反対があったとも考えられている。

### 諏訪家の家督と高遠城主
武田信玄は信濃侵攻を本格化して越後国の上杉氏と対決し、永禄4年（1561年）の川中島の戦いにおいて信濃平定が一段落している。信玄は信濃支配において、旧族に子女を入嗣させて懐柔する政策を取っており、勝頼の異母弟である仁科盛信は信濃仁科氏を継承しているが、勝頼も同年6月に諏訪家の名跡を継ぎ、諏訪氏の通字である「頼」を名乗り諏訪四郎勝頼となる（武田氏の通字である「信」を継承していない点が注目される）。勝頼は跡部重政（右衛門）ら8名の家臣団を付けられ、従弟の武田信豊らと共に親族衆に列せられている。
勝頼は城代・秋山虎繁（信友）に代わり信濃高遠城主となり、勝頼の高遠城入城に際しては馬場信春が城の改修を行う。勝頼期の高遠領支配は3点の文書が残されているのみで、具体的実情は不明であるものの、独自支配権を持つ支城領として機能していたと考えられている。ほか、事跡として高遠建福寺で行われた諏訪御料人の十七回忌や、永禄7年（1564年）に諏訪二宮小野神社に梵鐘を奉納したことなどが見られる。

### 初陣
永禄6年（1563年）、上野箕輪城攻め（武蔵松山城攻めとも）で初陣を飾った。長野氏の家臣・藤井豊後が、物見から帰るところを追撃し、城外椿山にて組み打ちを行い討ち取った。その後の箕輪城・倉賀野城攻めなどでも功を挙げた。
その後、信玄晩年期の戦のほとんどに従軍し、永禄12年（1569年）の武蔵国滝山城攻めでは北条氏照の家老・諸岡山城守と3度槍を合わせたとされ、小田原城攻めからの撤退戦（三増峠の戦い）では殿を務め、松田憲秀の家老・酒井十左衛門尉と馬上で一騎討ちを行ったとされる。

### 義信事件と世子へ
永禄8年（1565年）、異母兄で武田氏後継者であった武田義信の家臣らが信玄暗殺の密謀のため処刑され、義信自身も幽閉される。
同年11月、勝頼と尾張の織田信長養女（龍勝院）との婚礼が進められており、この頃の信玄は従来の北進戦略を変更し、織田氏と同盟して信濃侵攻や東海方面への侵攻を具体化しており、家臣団の中にも今川義元の娘を室とする義信派との対立があったという。次兄の竜宝は幼少期に疱瘡にかかった事が原因で盲目となって出家しており、三兄の信之は夭逝していることから、勝頼が信玄の指名で後継者と定められたと考えられてきた。ところが、近年になって武田家中では勝頼ではなく異母弟である盛信擁立の動きがあったのではとする説が浮上している（後述）。
永禄10年（1567年）、高遠城で正室・龍勝院との間に嫡男・武王丸（武田信勝）が誕生する。
同年12月、武田・織田同盟の補強として、異母妹で7歳の松姫と信長の嫡男・織田信忠（11歳）との婚約が成立する。
永禄12年（1569年）、武田信豊と共に蒲原城を攻め落とした。
元亀元年（1570年）1月、花沢城を攻め、開城させる。同年4月、信玄は将軍足利義昭に対して、勝頼への官途と偏諱を授けるように申請を行うが、何故か却下されている。信玄が官途推挙の要請を記した条目の一部が幕政への介入と受け止められたことが原因であるともされる。
8月9日には山県昌景・小山田信茂と伊豆韮山城攻撃の大将を務めた。
元亀2年（1571年）2月、勝頼は甲府へ召還され、叔父・武田信廉が高遠城主となっている。同年9月16日、正室・龍勝院殿が死去している。勝頼は稲村清右衛門尉・富沢平三の両名を高野山成慶院へ派遣し、龍勝院の供養を行っている。

### 家督相続
武田氏は相模後北条氏と甲相同盟を結び、諸勢力とともに将軍・足利義昭の信長包囲網に参加し、元亀3年（1572年）10月には西上作戦を開始した。
勝頼は武田信豊・穴山信君とともに大将を務め、同年11月に徳川方の遠江二俣城を攻略し、12月の三方ヶ原の戦いでも織田・徳川連合軍と戦う。
元亀4年（1573年）4月12日、信玄が西上作戦の途中で病死したため家督を相続し、武田氏第20代当主となる。しかし、表向きは信玄の死を隠して隠居とし、勝頼が家督を相続したと発表されていた。

### 勝頼の反撃
信玄の死により、織田信長・徳川家康らは窮地を脱した。そして信長は将軍である足利義昭を河内国に追放した。同年の天正への改元後、信長は越前国や近江国に攻め入って朝倉義景・浅井長政を滅ぼした。また家康も武田氏に従っていた三河国山間部の山家三方衆の奥平貞能・貞昌親子を寝返らせるなど、信玄存命中は守勢であった織田・徳川連合軍の逆襲が始まった。これに対して勝頼は、勢力拡大を目指して外征を実施する。
天正2年（1574年）1月27日、武田勝頼は、織田信長をさらに圧迫するため、甲斐・信濃など五箇国の兵力で出発し、4月中旬に東美濃の城や砦(苗木城・阿寺城・千旦林城・阿木城・飯羽間城・串原城・今見砦など)を陥落させ、岩村城に進出して明知城を包囲した。
この時、織田信長は6万人を率いたとされるが、山県昌景が兵6000を率いて鶴岡山の方に進出すると、信長は兵を引いたという。
翌2月5日、信長は嫡男・織田信忠とともに出陣したが、到着前の2月6日に明知城で飯羽間右衛門の裏切りがあって落城したため、東濃の神篦城に河尻秀隆を、小里城に池田恒興を配置し、2月24日に岐阜に撤退した。また武田勝頼の軍勢は遠山領内の神社や寺院を悉く焼討し破壊した。
天正2年2月、東美濃の織田領に侵攻し、明知城を落とした。信長は嫡男・織田信忠と共に明知城の後詰（援軍）に出陣しようとしたが、それより前に勝頼が明知城を落としたため、信長は岐阜に撤退した。
天正2年（1574年）、勝頼は飯羽間城を攻め落とした。
天正2年（1574年）6月、遠江国の徳川領に侵入し、信玄が落とせなかった高天神城を陥落させて城将・小笠原長忠を降し、東遠江をほぼ平定した。
9月、天竜川を挟んで徳川家康と対陣、その後浜松城に迫り、浜松城下に放火した。

### 長篠の戦い

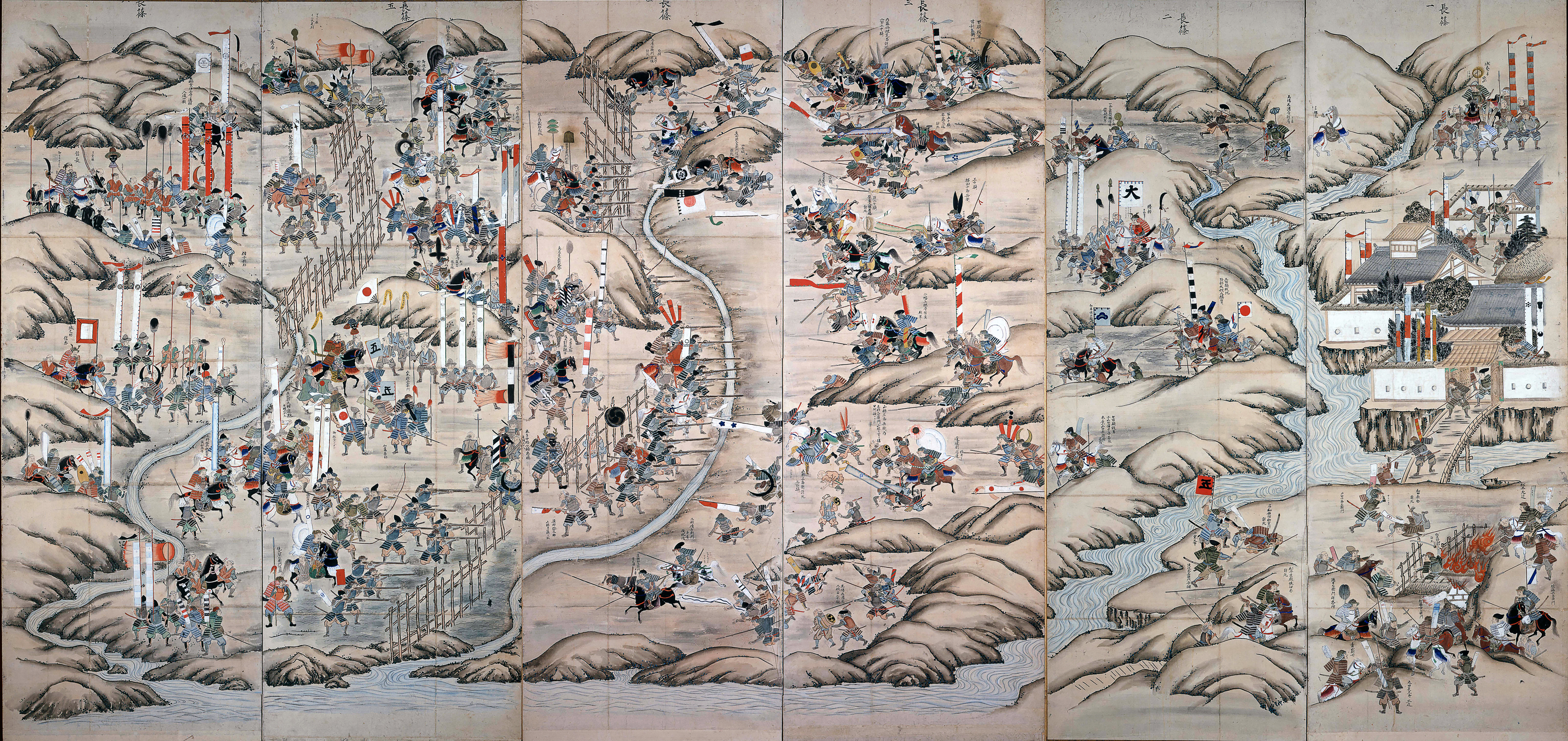
『長篠合戦図屏風』（レプリカ）
中央右の「大」の旗印の大将が勝頼。

天正3年（1575年）、勝頼は先年徳川家康に寝返った奥平親子を討伐するために兵1万5,000（一説には8,000から1万）を率いて三河国へ侵入し、5月には奥平信昌が立て籠もる長篠城への攻撃を開始する。だが、長篠城は奥平勢の善戦により持ち堪え、武田軍は長篠城攻略に時間を費やすこととなる。
そして、織田信長・徳川家康の連合軍およそ3万8,000（一説には織田軍1万2,000。徳川軍4,000）が長篠（設楽ヶ原）に到着し、馬防柵を含む陣城の構築を開始した。これに対し、勝頼は長篠城の抑えに兵3,000を残し、主力1万2,000（一説に兵6,000）を率いて設楽ヶ原へ進出し、織田・徳川連合軍と対峙する。長篠決戦前日の戦闘で勝利していたこともあり、武田軍の士気は高かった。
だが、もはや野戦ではなく、むしろ攻城戦に近い状況（攻城戦はより単純な兵力差が影響する）を感じ取った信玄以来の重鎮たちは撤退を進言したという。しかし、勝頼は織田・徳川との決戦を選択し、5月21日早朝に開戦することとなった。
5月21日、午前6時頃から午後2時頃まで戦闘は続けられるが、数で劣る武田軍では連合軍防御陣の犠牲となった土屋昌次が戦死する。攻めの勢いを喪失したその後、武田軍は総崩れとなるが、敗走する中で馬場信春、山県昌景、内藤昌豊、原昌胤、真田信綱・昌輝兄弟等、将士を失ってしまう。また、本戦に先立つ鳶ノ巣砦の攻防戦では、主将の河窪信実・三枝昌貞（守友）などが、その直後に引き続き行われた長篠城近辺の戦闘で高坂昌澄が戦死している。勝頼は菅沼定忠に助けられ一時的に武節城へ篭ったが、伊那郡へ退却した。
この敗北で、武田軍は1万人以上の死傷者（一説には武田方1,000、織田徳川連合軍600の損害）を出したといわれている。

### 長篠敗戦後の織田・徳川氏の反攻
長篠の戦いによる敗退後、織田・徳川軍はさらに反攻を強め、奥三河の田峰城・武節城・作手城を奪還した。
天正3年（1575年）6月に徳川家康は遠江二俣城を包囲し、犬居谷の光明城を攻撃した。犬居谷を制圧すれば、武田の遠江侵攻経路と二俣城の補給を遮断することが可能だった。家康旗本衆の活躍により、勝頼から犬居谷防衛を任せられた天野景貫は光明城を明け渡し撤退した。犬居谷の制圧を終えた家康は、高天神城の補給拠点として機能していた諏訪原城を攻撃した。2,000の駿河衆が大井河を渡り家康と対峙している。
同年8月、徳川家康が諏訪原城を落城させ、牧野原城に改名した。勝頼は戦死した山県昌景の後任として、穴山梅雪を江尻城代とし駿遠の防衛を委ねた。徳川軍はさらに小山城を包囲するが、同月、勝頼は1万3,000の兵を率いて小山城へ出兵。徳川軍は撤退する。二俣城と高天神城への補給を終えた勝頼は甲府へと帰還した。
長篠合戦以後、三河国から武田方が締め出されたのを皮切りに、同年11月には信長の下命を受けた嫡男・織田信忠を総大将とした5万の織田軍によって東美濃の岩村城を陥落させられ、織田方に降伏した飯田城代・伊那郡代である秋山虎繁は岐阜へ連行され長良川河畔で逆磔により処刑された。
同年12月24日、徳川軍の包囲に耐えかねた二俣城が開城し、依田信蕃が高天神城に撤退したことによって高天神城が孤立した。
天正4年（1576年）春、勝頼は高天神城救援のため遠江国へ出兵し、徳川方の横須賀城（静岡県掛川市）を攻める。『甲陽軍鑑』によれば城主の大須賀康高の抗戦により、勝頼は相良城へ撤兵した。
天正5年（1577年）閏7月、家康が高天神城を攻めると、勝頼は7月19日に出兵し9月22日に江尻城へ入る。10月20日には小山城を経て大井川を越えると、10月20日に馬伏塚城（）において徳川方と抗戦する。勝頼は10月25日に撤兵している。
天正6年（1578年）3月3日、家康は駿河田中城を攻撃し、7月15日には高天神城攻撃の拠点となる横須賀城を完成させている。
勝頼が上杉氏の御館の乱の発生により信越国境へ出兵中の8月、家康は小山城を包囲し、田中城への攻撃を開始する。このため、勝頼は越後国から撤兵すると、10月に田中城・高天神城へ入る。
11月3日、勝頼は横須賀城へ侵攻し、家康と抗戦している。その後も両軍は交戦し、10月17日には島田、10月19日には青島で合戦があり、勝頼は田中城へ撤兵している。

### 外交関係の強化
長篠合戦後、武田氏は領国再建のため越後上杉氏・相模後北条氏との同盟強化に着手する。信玄後期に後北条氏とは甲相同盟を復活し、上杉氏とは本格的な軍事的衝突こそないものの緊張関係が続いていた。
天正3年（1575年）、紀伊国に亡命していた将軍・足利義昭が武田氏（甲斐）・後北条氏（相模）・上杉氏（越後）三者の間での和睦をするよう呼びかける（甲相越三和）。長篠の敗戦後、上杉謙信との和睦を模索していた勝頼にとって、義昭の上意は渡りに船であった。
9月28日、勝頼は義昭側近の一色藤長に対して、義昭の和睦案の受け入れを表明した。謙信は武田との和睦には反対しなかったが、北条との和睦は拒絶した（『上越市史』）。後北条・上杉間の不和により甲相越三和は実現しなかったものの、武田と上杉の和睦は10月中に成立しており、長篠の敗戦とその後の織田、徳川の攻勢によって窮地に立たされていた勝頼は外交状況の改善に成功した。
天正4年（1576年）2月、足利義昭が安芸国の有力大名・毛利輝元に庇護を求め、その勢力圏である備後国鞆要害に下向した。4月には輝元が義昭の庇護を受け入れ、5月に信長との同盟破棄に踏み切る。6月16日に輝元挙兵を知らせる書状を受け取った勝頼は、武田・毛利間の同盟を求める書状を送った。同時期、6月12日に義昭は、武田、北条、上杉の三者に甲相越三和を命じる御内書を再度下している。前年とは違い、この時は輝元の副状付きであった。9月16日に勝頼は輝元に対して、6か条の軍役条目を送り、輝元ら毛利氏との間で同盟が成立した（甲芸同盟）。
勝頼はまた、上杉氏とは足利義昭を間に挟んで和睦継続を確認し、天正5年（1577年）正月22日に北条氏政の妹（北条夫人）を後室に迎えるなど、双方と外交関係を強化していたが、上杉・後北条間の外交関係は険悪な状態が続いていた。

### 御館の乱と甲相同盟の破綻
天正6年（1578年）3月13日、越後国で上杉謙信が病死すると、北条氏政の弟（遠縁との説もある）で上杉氏に養子として出されていた上杉景虎（旧名・北条三郎）と謙信の甥で養子の上杉景勝の間で家督を巡り御館の乱が起こる。勝頼は氏政から景虎支援を要請され、5月下旬には武田信豊らを信越国境へ派遣し、6月29日には自らも越後国へ出兵し、景勝・景虎間の調停を試みる。景勝方から和睦が持ちかけられると、これを受け入れている。
これにより勝頼は上杉景勝と和睦し、条件であった上杉領を接収すると、一方で景虎方との和睦調停も継続し、8月19日には春日山城において両者の和睦を成立させる。勝頼は徳川家康の小山城・田中城への攻撃を受けて8月27日に帰国する。その間に景勝・景虎間の和睦は破綻し、天正7年（1579年）3月24日には上杉景勝方の勝利により乱は収束する。勝頼は明確な景勝支援は行っていないが、乱の終結によって後北条氏との関係は険悪化する。
同年9月、武田氏と後北条氏の両者は手切となり、甲相同盟は破綻した。武田氏と後北条氏は、領国を接する駿河・伊豆・上野方面において抗争状態に突入した。後北条氏は徳川家康と同盟を結び、駿河国において武田氏は挟撃を受ける事態に陥った。これに対し、勝頼は妹の菊姫を上杉景勝に嫁がせ、上杉氏と甲越同盟を結んだが、上杉氏は内乱後の深刻な後遺症により上杉領国外への影響力は失っていた。そのため、甲越同盟は対北条同盟でなく、対織田信長の協約として機能した。同年10月8日、勝頼は常陸国の太田三楽斎を介して、佐竹義重との同盟交渉を試み、甲佐同盟を結ぶ。さらに、里見義頼や小弓公方らとの連携を模索し、後北条氏に対抗する。ことに上野国戦線では真田昌幸の活躍もあって、後北条氏方を圧倒した。
一方、武田と織田信長との関係は、長篠の戦い以降は小康状態が続いており、勝頼は佐竹義重を介して信長との和睦を模索する（甲江和与）。天正7年（1579年）11月16日、織田信長養女龍勝院を母とする嫡男・武田信勝への官途奏請を行い、信勝は元服している。

### 徳川・後北条氏との戦い
天正7年（1579年）2月には上野国厩橋城の城代・北条高広が武田方に降伏している。
4月23日、勝頼は駿河江尻城へ出兵すると、4月25日には高天神城に近い国安に本陣を置いた。家康は馬伏塚城から見付に本陣を置くと両軍は対峙し、勝頼は4月27日に国安から撤兵し、4月29日に大井川を越えると5月24日に甲府へ帰還した。
前年の御館の乱・甲相同盟の崩壊を経て、天正7年（1579年）7月には東上野に出兵し、敵対関係となった北条氏邦と対陣している。『甲陽軍鑑』によれば、氏邦は鉢形・秩父衆を率いて武蔵広木城・大仏城を陥落させ、これに対して勝頼は西上野衆を率いて両城の奪還を試みるが、兵を引いている（広木大仏の合戦）。
天正7年（1579年）9月には徳川・北条間に同盟が成立し、北条氏政が沼津から三島へ侵攻し、9月13日に勝頼は駿河黄瀬川において氏政と対陣する。家康も氏政に同調し、当目坂城・持船城（武田水軍拠点）を落城させ、由比・倉沢へ侵攻した。
10月、勝頼が江尻城まで兵を引き家康を待ち構えると、家康は撤兵し、12月9日に勝頼も甲府へ帰陣する。
天正7年（1579年）の末頃に勝頼の長男・武王丸が元服して「太郎信勝」と称した。また、ほぼ同時に武田氏の一門や家臣団の受領名や官途名の変更が一斉に行われ、武田信豊は左馬助から相模守に、穴山信君は玄蕃頭から陸奥守に、内藤昌月は修理亮から大和守となり、それまで喜兵衛尉を名乗っていた真田昌幸には新たに安房守の名乗りが与えられた。このため、単なる嫡男の元服ではなく、武田氏家督の移譲を伴っていたとする見方がある。ただし、家督移譲があったとしても政治的意図によるものと考えられ、依然として実権は勝頼が掌握していたと考えられている。
天正8年（1580年）3月、氏政は伊豆口へ侵攻すると、足柄峠へ布陣する。
4月、梶原備前守率いる北条水軍が沼津へ侵攻すると、勝頼は浮島ヶ原へ布陣すると、伊豆沖で武田水軍に北条水軍を迎撃させた。
9月、勝頼は東上野へ出陣し、利根川を越えると新田金山城を攻め、膳城を落とした。膳城での戦いは「膳城素肌攻め」といわれており、『甲陽軍鑑』によれば元々勝頼が平服で視察していたところ、酒に酔って喧嘩をしていた膳城の城兵が武田軍に襲いかかってきたので、勝頼は反撃して城を攻撃し、落城させたと記載されている。
天正8年（1580年）、勝頼は持船城を奪回。城代に朝比奈信置を置いた。

### 新府城の築城と甲江和与の模索
天正9年（1581年）正月、勝頼は現在の韮崎市中田町中條に新たに新府城を築城し、躑躅ヶ崎館・要害山城の所在する甲府城下町からの本拠移転を開始した。一方、後北条氏に対しては、同年3月14日には佐竹義重を介して、安房国の里見義頼とも同盟を結んだ。
3月22日、徳川軍の攻撃によって高天神城は窮地に陥るが（高天神城の戦い）、この頃信長との和睦を試みていた勝頼は信長を刺激することを警戒し、後詰を派遣することができずに城は落城した。高天神城に後詰を送らず見殺しにしたことは武田氏の威信を致命的に失墜させ、国人衆は大きく動揺したという。また、織田氏はこれを契機に高天神城落城の喧伝を行い、織田・徳川からの調略が激しくなり、日頃から不仲な一門衆や日和見の国人の造反も始まることになる。
3月29日、伊豆久竜津（くりょうつ）において武田水軍は梶原備前守率いる北条水軍と戦い、勝利する。武田水軍はさらに伊豆半島の西海岸を襲撃した。
5月、勝頼は遠江国へ出兵している。
9月、勝頼は伊豆国へ出兵し、10月には後北条方の笠原政尭（新六郎）が守備する駿東郡戸倉城を攻める。政尭は抗戦するが、11月には政尭が武田方に内通したため、勝頼は駿河沼津城の城代である曽禰河内守を援軍として派遣し、勝頼自身も伊豆へ出兵すると、三島に本陣を置く北条氏政と対陣した。
12月24日、勝頼は新府城へ移る。
勝頼は信長との和睦交渉を継続し、前年には勝頼側近の大竜寺麟岳らと協議し、武田氏に人質として滞在していた織田信房（御坊丸）を織田氏に返還し、信房を仲介に信長との和睦を試みた（甲江和与）。一方、信長は朝廷に働きかけ、正親町天皇に勝頼を「東夷（＝朝敵）」と認めさせ、石清水八幡宮などの有力寺社で祈祷が行われるなど、武田氏討伐の格好の大義名分を得ていた。信長は勝頼との和睦を黙殺し、12月には翌天正10年（1582年）に武田領攻撃を家臣に通告する。

### 勝頼の死と武田氏滅亡

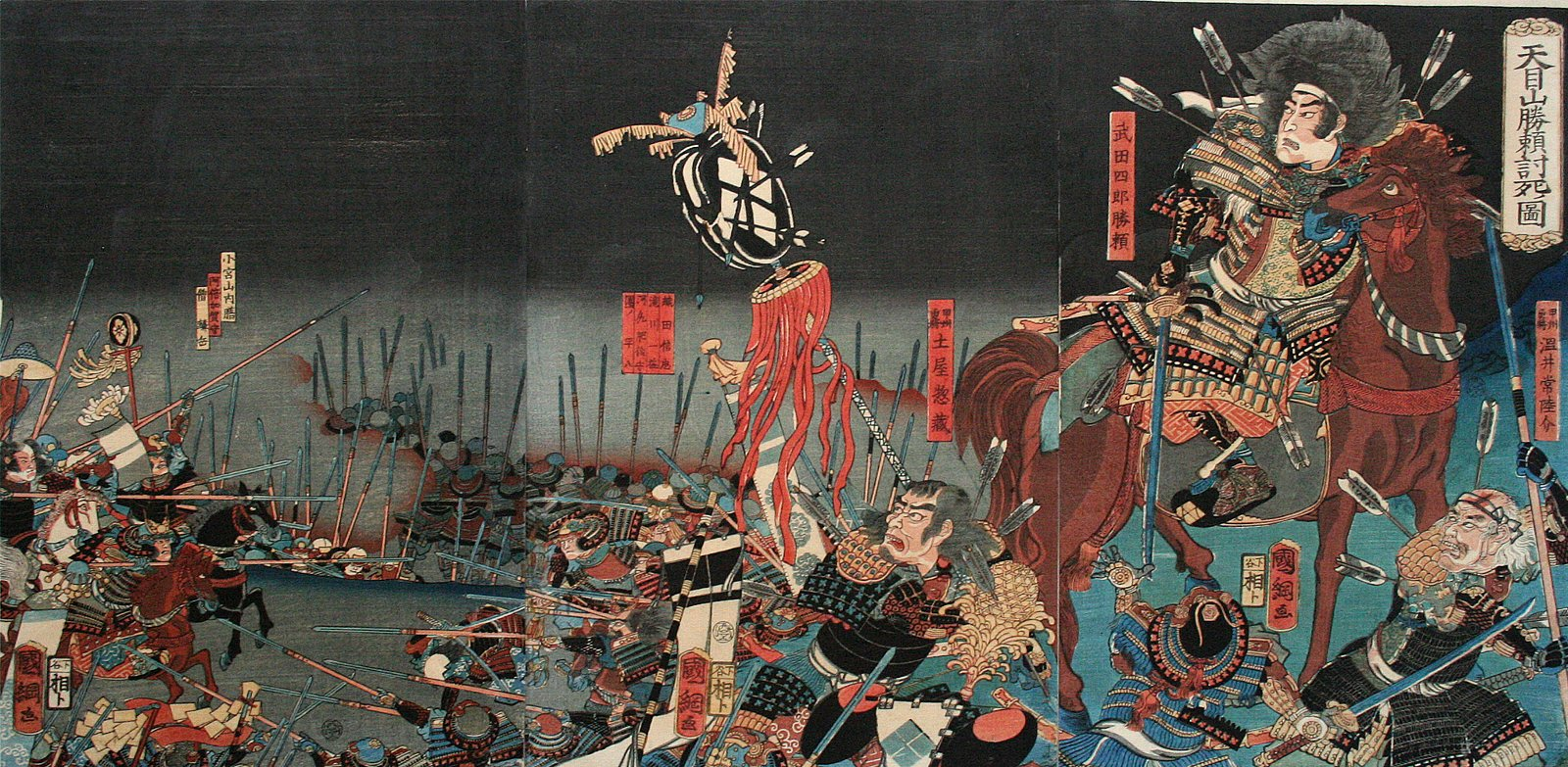
『天目山勝頼討死図』（歌川国綱画）

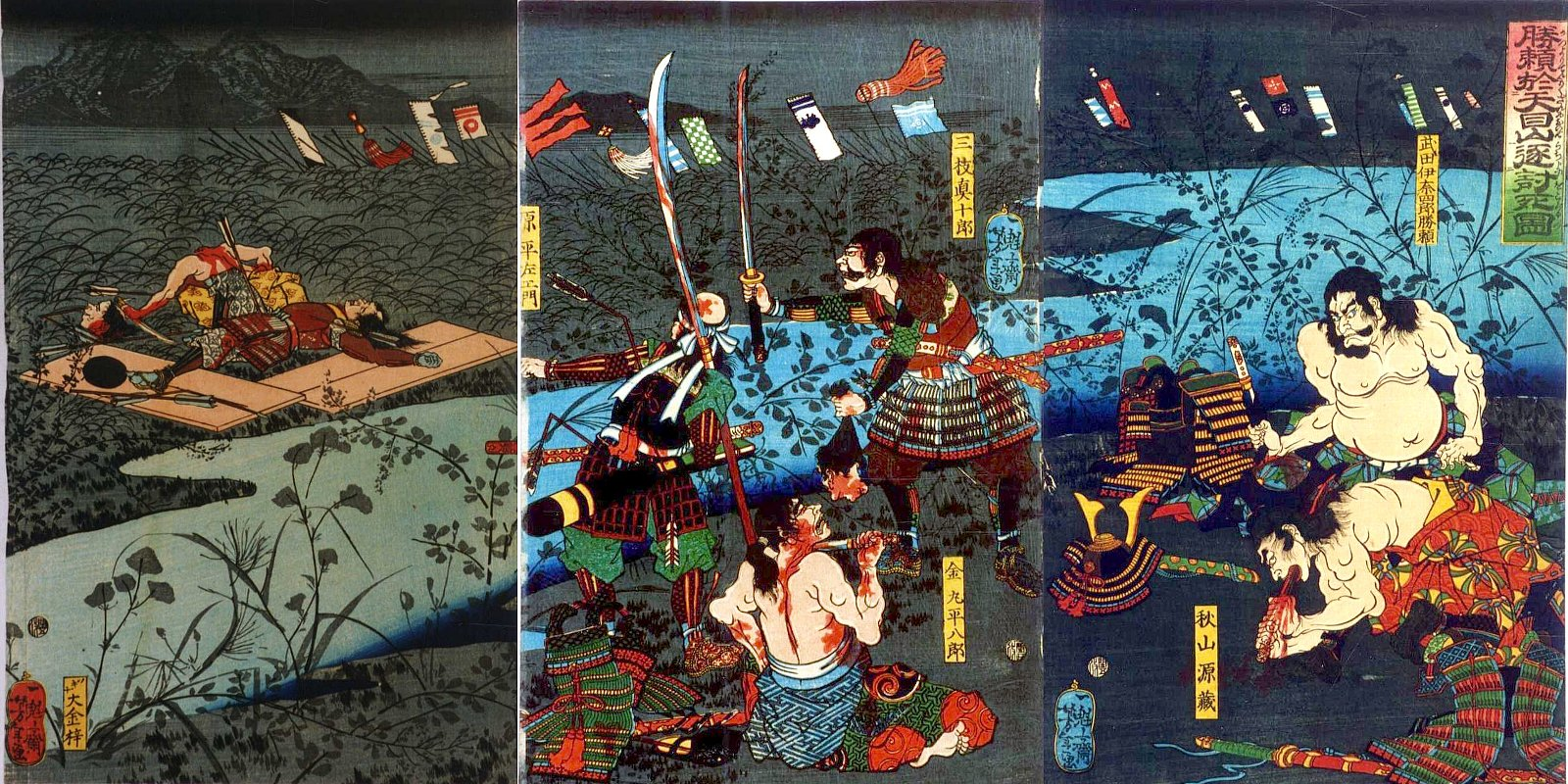
自刃する勝頼主従（月岡芳年画）

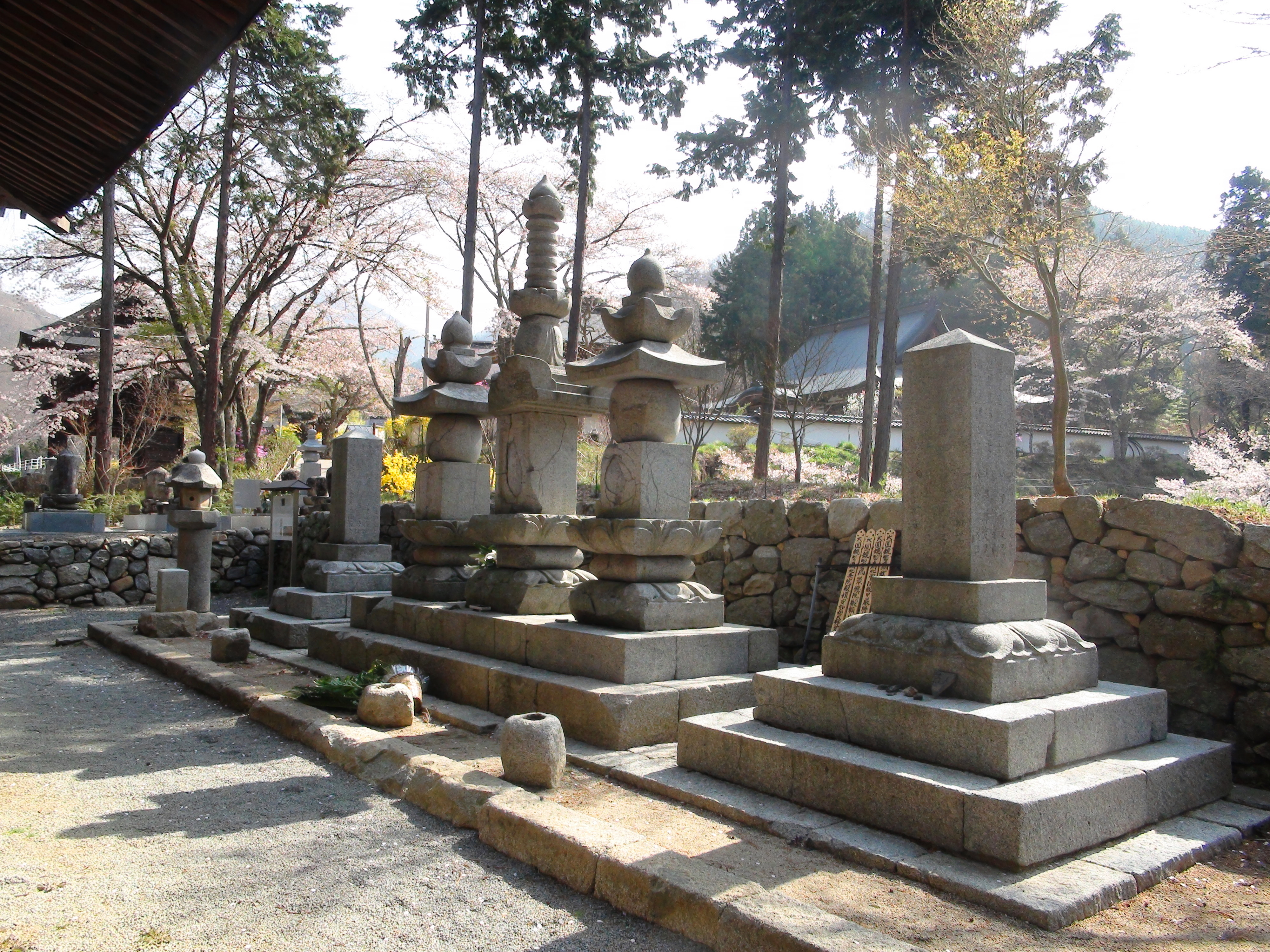
勝頼、信勝、北条夫人の墓（景徳院境内）

天正10年（1582年）2月、信玄の娘婿で木曾口の防衛を担当する木曾義昌が美濃国の豪族・遠山友忠に仲介を頼み、岐阜の織田信忠に忠誠を誓った。義昌は弟の上松蔵人を人質として美濃に送った。同時期に駿豆国境を守る曽禰河内守と江尻城代・穴山梅雪が織田・徳川氏に内応を約束している。勝頼は外戚の木曾の反逆に対し、人質を処刑した上で、武田信豊を大将とする1万の木曾討伐の軍勢を送り出した。
しかし、雪に阻まれ進軍は困難を極め、義昌が陳弁し武田への忠誠を約束したため、討伐軍は進軍を停止した。その間に織田信忠が伊那方面から、金森長近が飛騨国から、徳川家康が駿河国から、北条氏直が関東及び伊豆国から武田領に侵攻を開始（甲州征伐）。
そして、織田軍の侵攻の始まった2月14日に浅間山が噴火した。当時、浅間山の噴火は東国で異変が起こる前兆だと考えられており、さらに噴火の時期が朝敵指名および織田軍侵攻と重なってしまったために、武田軍は大いに動揺してしまったと考えられる。
これらの侵攻に対して武田軍では大きな抵抗はできなかった。伊那口防衛を任せられた下条信氏親子は家老・下条九兵衛の寝返りにより三河国へと逃亡。河尻秀隆の軍が伊那口の滝ノ沢城を接収し、森長可率いる先鋒軍が鳥居峠を経由して下伊那へと侵攻した。信濃松尾城主の小笠原信嶺は狼煙をあげて織田軍の侵攻を手引きし、飯田城の保科正直は高遠城に逃亡した。勝頼の叔父・信廉は在城する対織田・徳川防戦の要であった大島城を捨て、甲斐国に敗走し、伊那戦線は崩壊した。勝頼は今福筑前守を大将とする木曾討伐軍に鳥居峠の奪取を命じたが、木曾軍に翻弄されて敗走。深志城からの攻撃を計画していた馬場美濃守は安曇・筑摩の反乱に足止めされていた。駿遠方面では家康が小山城を奪還、田中城を迂回して駿府に入った。用宗城の朝比奈信置を敗走させると抵抗する田中城の依田信蕃を下し、内応を約束していた穴山信君の歓迎をうけた。
この情報に接した武田軍の将兵は人間不信を起こし、将兵は勝頼を見捨て、隙を見ては逃げ出した。唯一、抵抗を見せたのは弟・仁科盛信が籠城する高遠城だけであった。
3月3日、勝頼は未完成の新府城に放火して逃亡した。勝頼は小山田信茂の居城である岩殿城に逃げようとした。
だが、信茂は織田方に投降することに方針を転換し、勝頼は進路をふさがれた。後方からは滝川一益の追手に追われ、逃げ場所が無いことを悟った勝頼一行は武田氏ゆかりの地である天目山棲雲寺を目指した。
3月11日、その途上の田野で滝川一益の追手に捕捉され、巳の刻（午前11時頃）に勝頼は嫡男の信勝や正室の北条夫人とともに自害した（田野合戦）。享年37。これによって、甲斐武田氏は滅亡した。
辞世の句は、「朧なる　月のほのかに　雲かすみ　晴て行衛の　西の山の端」。これに対する土屋昌恒の返歌は、「俤の　みおしはなれぬ　月なれば　出るも入るも　おなじ山の端」という。

### 死後
3月22日、勝頼父子の首級が京都に到着し、下御霊神社付近、ついで六条河原に晒されている。さらに、勝頼らの首級は播磨に送られて晒される予定だったが、播磨には送られず、妙心寺の南化玄興に下賜され、同寺に埋葬された。信長が勝頼らの首級を播磨で晒そうとした理由としては、織田方と交戦中であった毛利輝元ら毛利氏に対し、その同盟者である勝頼らを滅ぼした自身の武威を示すためであったと考えられる。
勝頼は追い詰められた際、跡継ぎの武田信勝が元服（鎧着の式）を済ませていなかったことから、急いで陣中にあった小桜韋威鎧（国宝。武田氏代々の家督の証とされ大切に保管されてきた）を着せ、そのあと父子で自刃したという話が残っている。ただし、前述のように現在の研究では天正7年（1579年）には信勝の元服は実施されていたと考えられている。
その後、鎧は家臣に託され、向嶽寺の庭に埋められたが、後年徳川家康が入国した際に掘り出させ、再び菅田天神社に納められた。
後に徳川家康により菩提寺として景徳院が建てられ、信勝や北条夫人と共に菩提が祭られている。江戸時代以降に再興する武田家は、勝頼の兄で盲目のため出家していた次兄・海野信親（竜宝）の系譜である。

## 評価

### 同時代

#### 甲陽軍鑑
『甲陽軍鑑』では家を滅ぼす大将のタイプを「馬鹿なる大将（鈍すぎる大将）」・「利根過ぎたる大将」・「臆病たる大将（弱過ぎたる大将）」・「強過ぎたる大将」として分け、それぞれ代表的な人物として今川氏真・武田義信・上杉憲政・武田勝頼としている。
軍艦は勝頼に関して、「大略弁舌も明らかに物を言い、知勇は人に優れ、何事についても弱気になることを嫌う」と「見え奉る故（一見すると）」と評し、自負心の強さから家臣団の意見を取り上げないとしている。

#### 信玄
父の信玄は、勝頼を武勇に優れた武将であると認めていた。信玄は徳秀斎という人物へ、勝頼が大将を務めた蒲原城攻略について「人のなすところではない。あまつさえ味方は一人も損害が出なかった」と書き送っている。

#### 家臣
武田氏の遺臣は主家滅亡の要因を、上杉景勝との甲越同盟締結による北条氏政との甲相同盟破綻と、北条・織田・徳川同盟の成立に求めた。
また、武田遺臣は甲相同盟破綻の原因を勝頼および側近の長坂釣閑斎光堅・跡部勝資ら吏僚による密室政治の産物とみなした。

#### 織田信長
信長は、家督相続当初は上記のように勝頼を軽く見ていたが、東美濃侵攻が始まると、下記のようにその武勇を高く評価するように転じる。長篠合戦後は、もはや自分の脅威たり得ないと内外に豪語するようになるが、甲州征伐の際に勝頼が最後は必ず決戦を挑んでくると警戒しており、信忠に何度も過度の前進を諌めている。

勝頼の首級と対面した信長は
と、勝頼は運がなかったという感想を漏らした。

#### 徳川家康
徳川家康は、天正9年の駿河北山本門寺・西山本門寺の争論に対し勝頼が行った裁許について、
と指摘している。すなわち勝頼は、父信玄の先例にとらわれず、独自の新機軸を打ち出すことで武田領国内での新たな秩序を作り上げようとしていた可能性がある。しかもそれは、先例の保護で安定していた法秩序などを打破することで、武田氏当主勝頼の権限を強化する方向性を目指していたと推察される。

#### 民衆
勝頼の時代になってから領域が拡大せず領国支配が強化された（近世大名化）。そのため税の徴収が厳しくなり、負担量は変化していないのに民衆に不満を抱かれた。笹本正治は、このことが武田氏滅亡の原因を勝頼の責任にされた理由であると分析している。
信長は武田領国侵攻開始直後に越中において、勝頼が地の利を生かして信長父子を討ち取ったという虚報を流し、これを信じて蜂起した越中一向一揆を逆に鎮圧している。これは逆に言えば当時の人々にとって、勝頼は信長と決戦をして勝利することが可能な武将だと認識されていたということである。

### 江戸時代
江戸時代を境に「勝頼は家を滅ぼした暗愚の将」という評価が定着した。近世の武家社会では、家を守り伝えるのは最も重要な徳目であり、家を滅ぼすのは愚行の極みとする通念があった。現在にも通じる勝頼に対する低い評価は、『甲陽軍鑑』の記述とこの近世の武家の通念が融合した結果だと考えられる。
これに対し、近代には山路愛山や徳富蘇峰が評論において勝頼の再評価を試みた。

### 近代
近代の研究者達からは、武田勝頼は長篠合戦における武田氏の鉄砲軽視説にて触れられるのみであり、それも勝頼自身に事績についての研究を行った上野晴朗以外の研究者による勝頼の評価は、信長・家康・信玄と比較しながらであり、真摯な検討を重ねておらず全く根拠を欠いたステレオタイプの勝頼評であると、平山優は批判している。

### 現代

#### 否定的評価
柴辻俊六は、勝頼を「戦国武将・大名としてとりわけ傑出した人物とは思われず、典型的な三代目」、「勝頼再評価の機運も贔屓の引き倒し」と酷評し、鈴木眞哉も勝頼が長篠の戦いでの敗戦後も突撃を繰り返すのをみて「勝頼も懲りないやつだといってしまえばそれまでだが」と批判している。

#### 肯定的評価
笹本正治は、「武田勝頼・同夫人・信勝画像」（和歌山県高野山・持明院蔵）を見て、戦陣を指揮する武将の風情はなく、むしろ知性あふれた文人として称賛しており、平山優も「新府城の戦略的価値とその優れた機能は、皮肉なことに宿敵徳川家康が、天正壬午の乱で証明したのである」と称賛している。

#### 近年の動向
平山優は勝頼に対する世上の評価は未だに芳しくないとした上で、平成28年（2016年）以降、勝頼の評価に対する変化の兆しが見られると特記している。これは、同年に放送されたNHK大河ドラマ『真田丸』による影響が大きく、景徳院や新府城跡などの勝頼関連史跡を訪問する観光客が増加していると述べている。

## 考察

### 武田氏継承の経緯
義信事件が明らかになって飯富虎昌ら多くの家臣を処分している以上、幽閉された義信は廃嫡されてもやむを得ない情勢であったが、三条夫人が生んだ男子が事実上義信しかいなかったこと（失明して出家した竜宝は当主になり得ない）、今川義元の娘である嶺松院と婚姻している義信の廃嫡は今川氏との婚姻同盟の消滅につながりかねないため、信玄が判断を躊躇している内に義信が病死してしまう。義信の死によって三条夫人以外の妻妾が生んだ子の中から後継者を選ぶ必要性が生じた。その中で最年長であったのが諏訪御寮人が生んだ勝頼であったが既に諏訪氏に継いでおり、更に信長の養女との縁組話が進んでいるために今川氏との婚姻再構築の対象になり得なかった。一方、油川夫人が生んだ盛信はこれまでは永禄4年（1561年）に仁科氏を継いだとする『甲陽軍鑑』の記述がその後の古文書の研究で誤っていて、実際には永禄12年（1569年）以降と考えられるようになった。盛信の最初の正室は信玄の同母弟である武田信繁の娘であり、武田氏一門もしくは家中には当時未婚の子で最年長であった盛信に武田氏嫡流の姫を嫁がせて義信に代わる後継者に押し立てる動きがあったのではないかと考えられている（黒田基樹は三条夫人が盛信派であったと推測している）。義信に代わる今川氏との政略結婚の対象を見出せない（そもそも、今川義元には嶺松院と北条氏康の娘早川殿が嫁いだ今川氏真しか子供がいなかった）まま、今川氏との同盟破棄・開戦に至り、信玄は幼少の盛信よりも経験豊富な勝頼の後継を望んでいたと思われる。勝頼を信玄の後継者として官位授与と偏諱を将軍足利義昭を申請したのは元亀元年（1570年）4月のことであったが、理由は不明であるが申請は却下されてしまう。これは室町幕府が勝頼を武田氏の後継者として認めない意向を示したものとされて事態は複雑化する。しかし、同年7月に三条夫人が死去して正室の意向に配慮する必要がなくなった信玄は家中の説得に乗り出し、最終的に勝頼を武田氏の後継者として決定できたのは義信の死から4年が経過した元亀2年（1571年）に入ってからと推測され、盛信は当主不在となっていた仁科氏に入ることになった。これに対して丸島和洋や平山優は、信玄が勝頼に対して官位授与と偏諱を将軍足利義昭を申請したのは既に勝頼が武田氏の後継者として決まっていたからではないかとする反論もしているが、その説（元亀元年4月頃）を取ったとしても、義信の死から2年半経過していたことになり、すぐに後継者を決められない何らかの事情があったと考えられている。

### 武田氏滅亡の要因
甲越同盟締結により、御館の乱は上杉景勝が勝利した。そのため北条氏政は勝頼との同盟を破棄した。しかし勝頼は、佐竹義重ら北関東の大名と同盟を結ぶことで北条氏を圧迫し、武田氏最大規模の領国を築くことに成功した。これは決して長篠敗戦が武田氏滅亡の要因ではないことを示している。しかし、氏政は織田・徳川と同盟を結び、武田氏を逆に包囲した。高天神城の戦いで勝頼が救援出来なかったのは、北条氏との対立が原因である。武田遺臣の多くが、武田氏滅亡の要因を長篠合戦ではなく北条氏との同盟破棄と認識していた理由がここにある。よって平山優は、武田氏滅亡の要因は甲越同盟にあると分析している。
また平山優は、武田氏滅亡の原因として御館の乱において中立の立場を取らなかったことを挙げている。戦国大名同士の仲介は、領域画定などの利害調整がなされれば比較的容易だったのに対し、御館の乱は家督相続問題が対立の争点であり利害調整が困難だったので、景勝側に付くしかなかったと分析している。
一方で笹本正治は、甲越同盟による北条氏との敵対を武田氏滅亡の要因としながらも、それは結果論であり勝頼の判断は決して間違ってなかったとしている。勝頼は親北条の景虎が上杉氏を継ぐことにより、北条氏との対等な力関係が崩れることを恐れた。しかし景勝が上杉氏を継いだら武田・上杉・北条の力関係は均衡し、さらに御館の乱を鎮めた功労者として上杉氏に大きな影響力を持つことを考えた。よって勝頼の選択は決して愚策ではなかったと分析している。

## 勝頼期の文書
信玄期の拡大領国を継承した勝頼は、在治期間は短いものの、信玄期に次ぐ残存文書が残されている。戦国大名武田氏の印判状は信虎期に創始され、晴信（信玄）期に竜朱印状が創始され家印として定着し、信玄後期には「伝馬」「船」など用途別印も用いられた。
勝頼期の発給文書は信玄期の方式を踏襲しているが、特徴として竜朱印状の比率が高いことが指摘され、これは『甲陽軍鑑』に記される天正2年（1574年）の信玄死去に際して800枚の竜朱印用紙が準備されたとする内容を裏付け、「晴信」印文の竜朱印は天正8年（1580年）まで用いられている。信玄死去の天正2年と葬儀の行われた天正4年（1576年）は領国内における継目安堵の文書が数多く発給されており、天正8年には甲越同盟の影響による北条・徳川との対立が激化したため軍役関係の文書が数多く発給されている。
天正3年（1575年）末には獅子朱印が創始されているが、これは同年5月の長篠の戦いにおける敗戦の影響から領国体制の再建を意図したものであるとされ、領国内の諸公事や納物徴用において用いられている。また、勝頼期には支城領支配の定着による一族文書の増加が指摘され、支城領主は独自の印判を用いている。

## 系譜
- 父：武田信玄（晴信）
- 母：諏訪御料人（諏訪頼重の娘）

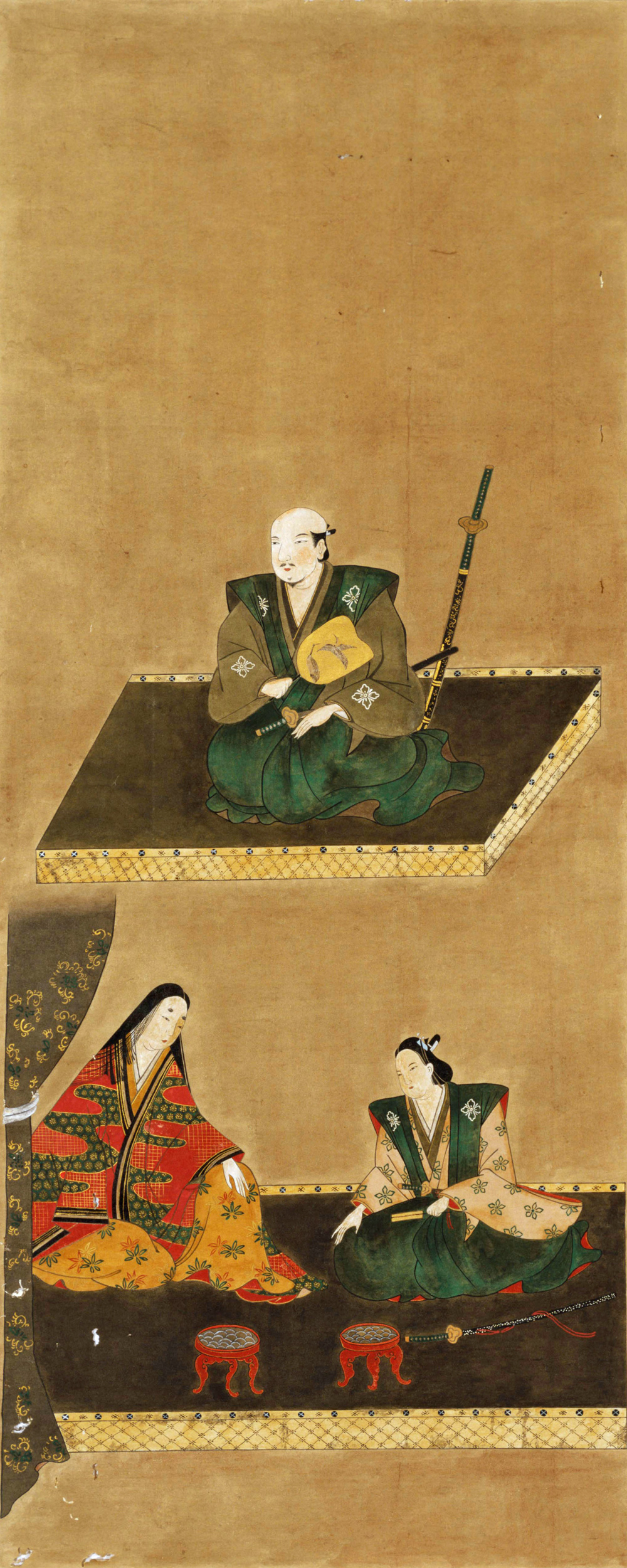
武田勝頼、夫人、信勝画像/持明院所蔵

- 正室：龍勝院殿（遠山直廉の娘、織田信長の養女）。
  - 武田信勝
- 継室：桂林院（北条夫人）（北条氏康の娘）
  - 貞姫：宮原義久室
  - 武性院斎理周哲大童子
  - 武田勝親（武田勝三）
  - 本光信継庵主 （1582年 - 1655年）『高野山引導院過去帳』に記載。母は高畑氏。
  - 林葉大姉
  - 武田次郎正室
  - 貞光大姉

嫡男・武田信勝がいたが、天正10年（1582年）に勝頼と共に死亡した。次男は早世。三男、四男は出家と伝わる。
娘の1人・貞姫は、小山田信茂の娘の香具姫、仁科盛信の娘らとともに、信玄の娘である松姫に連れられ、武蔵国八王子に落ち延びた。以降、松姫や遺臣らにより養育され、のちに古河公方足利家の系統の江戸幕府高家旗本・宮原義久の正室となり、嫡男・宮原晴克を生んだ。宮原義久の生母は上総武田氏の一族である真里谷武田氏の真里谷信政の娘である。宮原氏の子孫は高家旗本として幕末まで続いている。
他に、実子に望月信永室、養子に六角次郎室と若狭武田五郎室がいたとされる。
勝頼の遺児千徳丸は、武田氏の重臣・秋山信藤・長慶父子に奉じられ、武蔵国瓦曽根村に潜居した後、早世したとされている。

## 家臣
武田信玄の家臣団を参照。
- 武田信豊
- 跡部勝資
- 土屋昌恒
- 長坂光堅
- 小宮山友晴（内膳）
- 小原継忠
- 小原下総守
- 向山出雲守
- 小田切茂富
- 安部宗貞（加賀守。阿部勝宝と言われていた武将）
- 竹内与五右衛門
- 秋山源三郎
- 山県昌景
- 大熊朝秀
- 秋山紀伊守
- 秋山善右衛門尉（紀伊守の弟）
- 秋山助六郎（秋山源三郎の兄）
- 土屋源蔵
- 横田尹松（康景の子）

など。
その後の武田氏家臣については天正壬午起請文。

## 関連作品
古典芸能
- 浄瑠璃・歌舞伎『本朝廿四孝』

小説
- 新田次郎『武田勝頼』
- 立石優『武田勝頼 宿命と闘い続けた若き勇将』　PHP文庫
- 伊東潤『武田家滅亡』（2007年 角川書店 / 2009年 角川文庫）
- 江宮隆之『武田勝頼 花の歳月』（2003年、河出書房新社）

映画
- 笛吹川（1960年、松竹、演：武内亨）
- 戦国自衛隊（1979年、東宝、演：真田広之）
- 影武者（1980年、東宝、演：萩原健一）
- 信虎（2021年、彩プロ、演：荒井敦史）

テレビドラマ
- 天と地と（NHK大河ドラマ、1969年　演：小川吉信）
- 徳川家康（NHK大河ドラマ、1983年　演：藤堂新二）
- おんな風林火山（TBS、1986年　演：美木良介）
- 武田信玄（NHK大河ドラマ、1988年　演：真木蔵人）
- 信長 KING OF ZIPANGU（NHK大河ドラマ、1992年　演：黒田隆哉）
- 風林火山 （NHK大河ドラマ、2007年　演：池松壮亮、少年時代：斉藤圭祐）
- 天地人（NHK大河ドラマ、2009年　演：市川笑也）
- 江〜姫たちの戦国〜（NHK大河ドラマ、2011年　演：久松信美）
- 真田丸（NHK大河ドラマ、2016年　演：平岳大）
- おんな城主 直虎（NHK大河ドラマ、2017年　演：奥野瑛太)
- どうする家康（NHK大河ドラマ、2023年　演：眞栄田郷敦）

楽曲
- さくらゆき『翔きの鳥』（作詞：遠野ゆき、作曲：小池勝彦）

ゲーム
- 『武田軍団の最期』CSK、1983年、PC-8801用シミュレーションゲームソフト

舞台
- 風林火山の旗の下に（2017年　演：野口大輔）

漫画
- 信長のシェフ（2011年、芳文社『週刊漫画TIMES』連載、原作：西村ミツル、作画：梶川卓郎）